# Campionati oceaniani di canoa slalom 2023
I Campionati oceaniani di canoa slalom 2023 sono stati la 8ª edizione della competizione continentale. Si sono svolti a Auckland, in Australia, dal 28 al 29 gennaio 2022.

## Podi

### Uomini
| Evento    | Oro            | Punti | Argento       | Punti   | Bronzo       | Punti   |
| Canoa C-1 | Oliver Puchner | 93.67 | Finn Anderson | +13'34" | Geoege Snook | +14'96" |
| Kayak K-1 | Callum Gilbert | 85.70 | Geoege Snook  | +0'74"  | Finn Butcher | +0.95"  |

### Donne
| Evento    | Oro               | Punti | Argento           | Punti  | Bronzo            | Punti   |
| Canoa C-1 | Marjorie Delassus | 95.01 | Hannah Thomas     | +7'89" | Marissa Kaup      | +19'16" |
| Kayak K-1 | Camille Prigent   | 89.90 | Klaudia Zwolińska | +7'19" | Marjorie Delassus | +9'09"  |